# David Richard Hunt
David Richard Hunt (1938) és un botànic i taxònom anglès. Va estudiar a la Universitat de Cambridge, i el seu doctorat a la Universitat de Reading.
És especialista en cactus, i ha compilat la "Checklist de Cactaceae de CITIS, 1999. Treballa en el Reial Jardí Botànic de Kew, Richmond.

## Algunes publicacions
- Hunt, Dr. 2006. The New Cactus Lexicon Text & Atles

### Capítols de llibres
- Ha contribuït amb el capítol de les Commelinaceae de Flora Mesoamericana de 1997. Davidse, G; M Sousa S; AO Chater (eds. generals). 6: i-xvi, 1-543
- Flora de Nicaragua
- david Hunt Cactaceae. En: J. Hutchinson (ed.) The Genera of Flowering Plants. Oxford Univ. Press, 1967
- wilhelm Barthlott, david Hunt. Cactaceae. En: K. Kubitzki (ed.) The Families and Genera of Vascular Plants. Springer Verlag, 1993, pàg. 161–196
- david Hunt CITIS Cactaceae Checklist. Royal Botanic Gardens Kew, Kew 1999 (315 pàg.)
- wilhelm Barthlott, david Hunt. Seed-diversity in the Cactaceae subfam. Cactoideae. En: Succulent Plant Cap de bestiar. 5, 2000
- David Hunt That’s Opuntia, that was! En: Succulent Plant Cap de bestiar. 6, 2002, pàg. 245–249
- --------------, nigel Taylor, graham Charles (ed.) The New Cactus Lexicon. Descriptions and Illustrations of the Cactus Family. 2006 (2 vols. 900 pàg. 2400 il·lustracions color)

## Honors
Es va nomenar en el seu honor a l'espècie:
- Utricularia huntii P.Taylor 1986 L'abreviació botànica estandarditzada per citar un tàxon descrit per aquest autor és D.R.Hunt[1]